# Seman
A Seman (latinul Apsus, törökül Ergent, régebbi írásmódja Semeni) Albánia második leghosszabb folyója az ország déli részén. Hossza 281 kilométer, vízgyűjtő területe 5649 négyzetkilométer, vízhozama 96 m³/s. A Seman felső, 161 kilométeres szakaszát a 863 méteres tengerszint feletti magasságban eredő Osum képezi. Ez Kuçovától 4 kilométerre nyugatra, Kozara településnél egyesül a Devollal, s ezt követően immár Seman néven, nyugati irányban a Myzeqeja síkját szeli át, hogy 85 kilométer után, a Karavastai-lagúnától 8 kilométerre délre az Adriai-tengerbe folyjon. A partján elterülő jelentős települések a folyás irányában Çorovoda, Berat (Osum), Fier (Seman). Alsó szakaszának jelentős, Fiernél becsatlakozó mellékfolyója az ország legszennyezettebb vizű folyója, a Gjanica.
Az ókorban Apsus néven ismert folyó közelében épült fel Illíria egyik legjelentősebb városa, Apollónia. A második világháborút követő lecsapolásokig a Seman utolsó, síksági szakasza erősen mocsaras volt, s gyakran 20 ezer hektárnyi területeket is elöntött.

### Külső hivatkozások
- Albánia folyóiról (albánul)